# Enkel lavklubba
Enkel lavklubba (Multiclavula vernalis) är en lavart som först beskrevs av Ludwig David von Schweinitz, och fick sitt nu gällande namn av R.H. Petersen 1967. Enligt Catalogue of Life ingår Enkel lavklubba i släktet Multiclavula,  och familjen Clavulinaceae, men enligt Dyntaxa är tillhörigheten istället släktet Multiclavula,  och familjen fingersvampar. Arten är reproducerande i Sverige. Inga underarter finns listade i Catalogue of Life.